# Réseau ferré de France
Réseau ferré de France (RFF) era un'azienda pubblica francese, a carattere industriale e commerciale, creata nel 1997 come gestore dell'infrastruttura ferroviaria nazionale e reintegrata nel 2015 all'interno del gruppo SNCF.
È stata responsabile della manutenzione, dello sviluppo, della coerenza e della valorizzazione delle strade ferrate francesi. In precedenza la responsabile della manutenzione e dello sviluppo della rete ferroviaria nazionale era la SNCF. La proprietà del demanio pubblico ferroviario è stata trasferita essenzialmente a RFF fin dalla sua creazione: 108.000 ha suddivisi fra più di 10.000 comuni, ovvero 29.000 km di linee in servizio. La SNCF rimane proprietaria di 7.000 ha.
Con la creazione della RFF lo Stato francese mirava di fatto a molteplici obiettivi, più o meno contraddittori:
- conformarsi alle direttive europee che raccomandavano la separazione, almeno contabile, fra l'infrastruttura e la sua gestione;
- permettere alla SNCF di evolvere verso uno statuto di impresa ferroviaria, competitivo rispetto ai suoi colleghi europei o ai nuovi entranti;
- trattare il problema del debito ferroviario, trasferendo a RFF la parte di questo debito legata all'infrastruttura, data in pegno per il trasferimento a RFF della completa proprietà della rete, concessa fino a quel momento a SNCF;
- mantenere l'unità della SNCF, essendo considerata l'eventuale scissione come un casus belli per il sindacato dei ferrovieri.

In quanto amministratore dell'infrastruttura ferroviaria, RFF disponeva di una delega per esercitare un servizio pubblico ricevendo un canone dalle imprese ferroviarie utilizzatrici. Questo permetteva, alla scadenza, di finanziare la manutenzione e l'estensione dell'infrastruttura, ripartendo fra le compagnie ferroviarie i costi di utilizzazione di questa infrastruttura.
La costituzione di RFF, in quanto entità giuridica indipendente della SNCF, ha consentito di aprire l'infrastruttura ferroviaria francese a gestori privati e pubblici, francesi e stranieri (Deutsche Bahn, Renfe...), e quindi di introdurre la concorrenza nel mercato del trasporto ferroviario francese. La prima società privata che, in Francia, ha chiesto e ottenuto, il 7 febbraio 2004, la licenza necessaria per gestire il trasporto di merci è Europorte 2, una filiale di Eurotunnel. Questi servizi dovevano essere attivi dall'inizio del 2005. Il mercato del trasporto merci è, in teoria, aperto alla concorrenza dal 15 marzo 2003. Ma bisogna aspettare il 13 giugno 2005 per vedere circolare il primo treno merci non della SNCF. Nuovi operatori nel settore del traffico merci (Veolia Cargo, EWSI...) hanno ottenuto dei contratti con gli industriali; per il trasporto passeggeri, invece, la concorrenza non si è ancora assoggettata alle direttive europee.
Particolarità del sistema ferroviario francese è che la manutenzione dei binari e la gestione della circolazione dei mezzi erano poco seguiti da RFF rispetto a quanto fatto a suo tempo dalla SNCF, nel rispetto dell'accordo di gestione. Questo era comprensibile dal momento che RFF aveva poco più di 750 impiegati.

## Filiali di RFF
- SOVAFIM (SOciété de VAlorisation Foncière et IMmobilière)

## Presidenti - direttori generali
- Claude Martinand : 1997 - luglio 2002
- Jean-Pierre Duport: luglio 2002 - settembre 2005
- Michel Boyon: settembre 2005 - gennaio 2007
- Hubert du Mesnil: marzo 2007 - dicembre 2012
- Jacques Rapoport: dicembre 2012 - dicembre 2014